# Platytaenia bucharica
Platytaenia bucharica är en flockblommig växtart som beskrevs av Boris Fedtjenko och Boris Konstantinovich Schischkin. Platytaenia bucharica ingår i släktet Platytaenia och familjen flockblommiga växter. Inga underarter finns listade i Catalogue of Life.